# Eritrínids
Els eritrínids (Erythrinidae) són una família de peixos teleostis d'aigua dolça i de l'ordre dels caraciformes. Algunes de les seues espècies poden respirar aire, la qual cosa els permet sobreviure en aigües amb poc oxigen i, fins i tot, moure's per terra per traslladar-se entre estanys. Hoplias macrophthalmus n'és l'espècie més grossa amb 1 m de llargària. No tenen aleta adiposa. Es troba a Amèrica: des de Costa Rica fins a l'Argentina.

## Gèneres i espècies
- Erythrinus (Scopoli, 1777)[3]
  - Erythrinus erythrinus (Bloch & Schneider, 1801)
  - Erythrinus kessleri (Steindachner, 1876)
- Hoplerythrinus (Gill, 1896)[4]

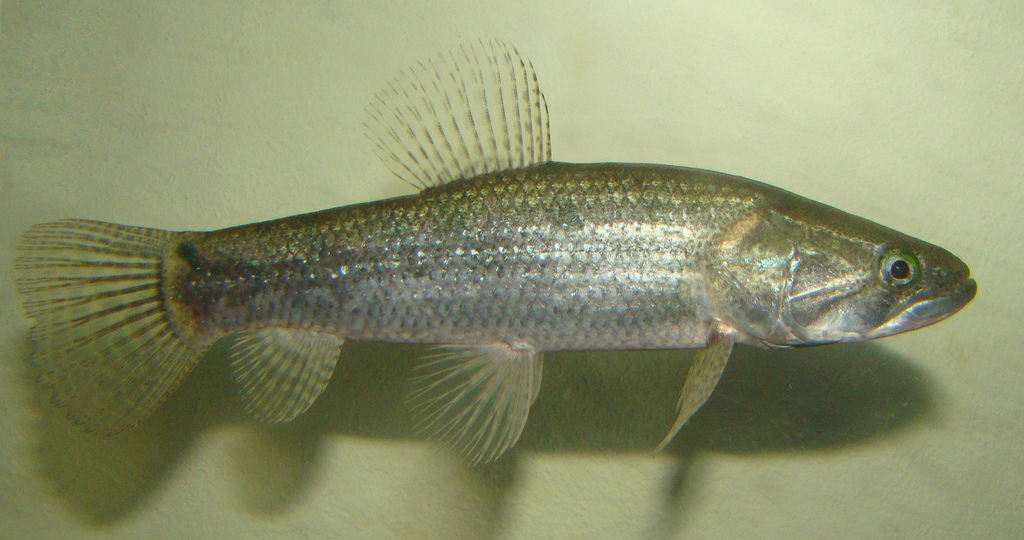
Hoplias malabaricus

  - Hoplerythrinus cinereus (Gill, 1858)
  - Hoplerythrinus gronovii (Valenciennes, 1847)
  - Hoplerythrinus unitaeniatus (Spix & Agassiz, 1829)
- Hoplias (Gill, 1903)[5]
  - Hoplias aimara (Valenciennes, 1847)
  - Hoplias brasiliensis (Spix & Agassiz, 1829)
  - Hoplias lacerdae (Miranda-Ribeiro, 1908)
  - Hoplias macrophthalmus (Pellegrin, 1907)
  - Hoplias malabaricus (Bloch, 1794)
  - Hoplias microcephalus (Agassiz, 1829)
  - Hoplias microlepis (Günther, 1864)
  - Hoplias patana (Valenciennes, 1847)
  - Hoplias teres (Valenciennes, 1847)[6][7][8][9][10]